# براهماندیا
براهماندیا (به لاتین: Brahmandia) یک روستا در بنگلادش است که در استان باریسال و در ناحیه باریسال واقع شده است.